# Ig község
Ig község (szlovén nyelven Občina Ig) Szlovénia 212 alapfokú közigazgatási egységének, azaz községének egyike a Közép-Szlovénia statisztikai régióban. Adminisztratív központja Ig település. A település a történelmi Belső-Krajna része. A község 1995-ben január 1-jén kezdte meg működését, miután 1994. október 3-án a szlovén Nemzetgyűlés a községek létrehozásáról és határaikról szóló törvénnyel létrehozta Ig községet.

## A községhez tartozó települések
A községhez Ig székhelyen kívül a következő települések tartoznak:
- Brest
- Dobravica
- Draga
- Golo
- Gornji Ig
- Iška
- Iška Loka
- Iška Vas
- Kot
- Kremenica
- Matena
- Podgozd
- Podkraj
- Rogatec nad Želimljami
- Sarsko
- Selnik
- Škrilje
- Staje
- Strahomer
- Suša
- Tomišelj
- Visoko
- Vrbljene
- Zapotok

## Népesség
| Lakosok száma | 6321 | 6540 | 6847 | 6974 | 6992 | 7128 | 7209 | 7339 | 7577 | 7595 |
|               | 2008 | 2009 | 2011 | 2012 | 2013 | 2015 | 2016 | 2017 | 2019 | 2020 |